# Кенетаев, Сакен Мельсович
Сакен Мельсович Кенетаев (31 декабря 1975, Целиноград, Казахская ССР, СССР — 3 сентября 2011) — казахстанский футболист, защитник. Выступал за сборную Казахстана по мини-футболу.

## Биография
Сакен Кенетаев родился 31 декабря 1975 года в казахстанском городе Целиноград (сейчас Нур-Султан).
Играл в футбол на позиции защитника. В 1992 году дебютировал в первом розыгрыше чемпионата Казахстана в составе «Целинника» из Акмолы. В сезоне провёл 19 матчей, забил 1 гол.
Выступал до 1999 года включительно в составе той же команды, которая меняла название на «Цесну» (1994—1995), «Астану» (1997—1998) и «Женис» (1999). За восемь сезонов сыграл в высшей лиге 182 матча, забил 27 мячей. Самым результативным для Кенетаева стал сезон-96, когда он отличился 7 раз.
В 1994 году был включён в список 33 лучших футболистов Казахстана. Приглашался в юношеские и молодёжную сборные страны.
Был вынужден завершить карьеру в классическом футболе из-за травмы головы, полученной после нападения хулиганов. В 1999 году не сыграл за «Женис» ни одного матча и перешёл в «Акмолу» из Кокчетава. В сезоне-2000 провёл в её составе 8 матчей, забил 1 гол.
Перешёл в мини-футбол, провёл 100 матчей и забил 29 мячей в чемпионате и Кубке Казахстана. Выступал за сборную Казахстана по мини-футболу, был её капитаном. В 2001 году участвовал в чемпионате Азии, где казахстанцы дошли до четвертьфинала.
Умер 3 сентября 2011 года из-за сердечно-сосудистой недостаточности.

## Достижения

### В качестве игрока
Цесна
- Список 33 лучших футболистов Казахстана (1): 1994.

## Семья
Происходил из футбольной семьи. Отец Мельс Оралбекович Кенетаев (1945—2021) всю карьеру провёл в «Целиннике», затем работал тренером. Старший брат Сергей Мельсович Кенетаев (род. 1966) выступал в чемпионате Казахстана, затем работал судьёй международного уровня, сейчас руководит департаментом судейства и инспектирования Казахстанской федерации футбола.
Был отцом двоих сыновей-близнецов Тимура и Руслана.

## Память
С 2014 года в Нур-Султане ежегодно разыгрывается любительский турнир памяти Сакена Кенетаева, в котором участвует команда его друзей, а также коллективы из Казахстана, России и Узбекистана.